# Elisha Cuthbert
Elisha Ann Cuthbert (ur. 30 listopada 1982 w Calgary) – kanadyjska aktorka. Znana z ról Kim Bauer w serialu 24 godziny, Danielle w komedii Dziewczyna z sąsiedztwa i Carly Jones w Domu woskowych ciał. Została uznana za najseksowniejszą aktorkę na świecie w 2015 roku przez magazyn „Glam'Mag”. W 2013 roku została uznana za „najpiękniejszą kobietę w amerykańskiej telewizji”.
Karierę telewizyjną rozpoczęła w 1997 roku od prowadzenia kanadyjskiego programu dla dzieci Popular Mechanics for Kids, chociaż rok wcześniej wystąpiła gościnie w odcinku serialu Czy boisz się ciemności?. Później zagrała kilka ról w kanadyjskich produkcjach, a w wieku siedemnastu lat przeniosła się do Los Angeles. W amerykańskiej telewizji zadebiutowała w serialu 24 godziny, wcielając się w rolę Kim Bauer, córkę głównego bohatera. Następnie zagrała drobne role w filmach To właśnie miłość i Old School (2003), a w roku 2004 otrzymała główną rolę w Dziewczynie z sąsiedztwa. W 2005 roku użyczyła głosu postaci Kim Bauer w grze komputerowej opartej na 24 godzinach, została także producentką filmu W ciszy.

## Wczesne życie
Urodziła się w Calgary (prowincja Alberta, Kanada) jako pierwsze dziecko Kevina i Patricii Cuthbertów. Później jej rodzina przeniosła się do Greenfield Park niedaleko Montrealu.
Karierę rozpoczęła w roku 1989 jako dziecięca modelka. W telewizji po raz pierwszy pojawiła się w serialu dla młodzieży Czy boisz się ciemności?, gdzie zagrała gościnnie w odcinku The Tale of the Nightshift (później pojawiła się w serii jeszcze kilkakrotnie). Pierwszym pełnometrażowym filmem, w którym zagrała, był Taniec na księżycu z 1997 roku. Następnie wystąpiła w kilku filmach familijnych oraz thrillerze Powietrzny dramat opowiadającym o dziewczynce, która – wskutek tragicznego zbiegu okoliczności – sama musi pilotować samolot, a także prowadziła program Popular Mechanics for Kids. Jako prowadząca program czasami musiała odbywać zagraniczne podróże, chociaż boi się latać samolotem. Zwróciła na siebie uwagę pierwszej damy Hillary Clinton, która zaprosiła ją do Białego Domu.

## Kariera

### 2000–2010
W 2000 roku zakończyła naukę w Centennial Regional High School i przeniosła się do Los Angeles, aby rozpocząć karierę hollywoodzkiej aktorki. Wkrótce potem otrzymała rolę Kim Bauer w 24 godzinach. Serial zebrał przychylne opinie, jednak Cuthbert nie wystąpiła w 4. sezonie, a w 5. pojawiła się jedynie gościnnie w dwóch odcinkach.
Za rolę w kanadyjskim filmie telewizyjnym Szczęściara (2001) otrzymała nagrodę Gemini. Była brana pod uwagę jako potencjalna odtwórczyni postaci Mary Jane Watson w Spider-Manie, jednak rolę tę ostatecznie otrzymała Kirsten Dunst. Zagrała kilka małych ról w Old School: Niezaliczona i To właśnie miłość.
W 2004 roku zagrała tytułową rolę w filmie Dziewczynie z sąsiedztwa. Początkowo miała wątpliwości co do tej roli, ale za namową reżysera Luke'a Greenfielda postanowiła ją przyjąć. Aby odpowiednio przygotować się do roli, rozmawiała nawet z prawdziwymi aktorkami występującymi w filmach pornograficznych. Film porównany został do Ryzykownego interesu – chociaż postać Elishy nie do końca wzorowana jest na tej zagranej przez Rebekę de Mornay – podkreślił on także sex appeal aktorki. Opinie krytyków były podzielone; niektórzy chwalili go za śmiałość, inni, przede wszystkim Roger Ebert, natomiast twierdzili, że jest efekciarski i wyeksploatowany. Ebert napisał, że stworzona przez Elishę postać Danielle jest najbardziej nieprzyjemną postacią, jaką miał okazję widzieć w ostatnim czasie.
W następnym dużym filmie wystąpiła m.in. z Paris Hilton i Chadem Michaelem Murrayem; był to remake Gabinetu figur woskowych, przez polskiego dystrybutora nazwany Domem woskowych ciał (2005). Cuthbert, podobnie jak reszta aktorów, ucharakteryzowani zostali na wychudzonych i przerażonych. W jednej ze scen jej postać nie może mówić, ponieważ usta ma zaklejone klejem. Aby zwiększyć realizm tej sceny, postanowiła użyć prawdziwego superglue, zamiast sztucznego wyrobu. Nawet mimo tego poświęcenia film został przyjęty nieprzychylnie, lista wad, które wytknęli mu krytycy, była bardzo długa. Stwierdzono nawet, że w filmie pojawili się jedni z najgłupszych bohaterów w jakimkolwiek horrorze, ale postać odtwarzana przez Cuthbert mimo wszystko uznana została za najlepszą z nich. Inni uważali, że jako jedyna z całej obsady porządnie zagrała swoją rolę. Cuthbert został nominowany na Teen Choice Awards w trzech kategoriach: Najlepsza walka, Najlepsza aktorka filmowa – Akcja / Przygoda / Thriller i wybór Rumble.
Po Domu woskowych ciał zaangażowała się w trzeci projekt – niezależny film W ciszy, w którym zagrała i którego jest współproducentem. Budżet filmu wyniósł około 900000 dolarów. Wcieliła się w nim w rolę Niny – ambitnej cheerleaderki mającej problemy, ponieważ została wykorzystana seksualnie. Premiera filmu miała miejsce na Festiwalu Filmów Niezależnych w Toronto.
Na początku 2006 roku pojawiła się w teledysku grupy Weezer do piosenki Perfect Situation, gdzie odgrywana przez nią postać detronizuje w zespole Rivrsa Cuomo i zajmuje jego pozycję frontmana. Także w 2006 roku zagrała drobną rolę w teledysku do piosenki Paris Hilton Nothing in this World, a wcześniej pojawiła się w teledysku Bon Jovi do piosenki Have a Nice Day. We wrześniu 2006 roku zapowiedziała udział w trzech filmach. Pierwszym był thriller Captivity, w którym wciela się w modelkę nękaną przez psychopatę. W He Was a Quiet Man jej postać cierpi na tetraplegię. Film zawiera elementy dramatu i komedii, Elishy towarzyszą Christian Slater i William H. Macy. Trzecim filmem jest Cat Tale – animacja ze studia Walta Disneya opowiadająca o cywilizacji psów i kotów; Elisha udziela głosu postaci Cleo.

### od 2011
Od kwietnia 2011 roku do maja 2013 roku, zagrała w serialu Happy Endings obok aktorów takich jak Eliza Coupe, Zachary Knighton, Adam Pally, Damon Wayans Jr. i Casey Wilson.
W roku 2012, Cuthbert prowadziła American Music Award.
W 2013 roku aktorka trafiła na okładkę czasopisma Maxim i została uznana za „najpiękniejszą kobietą w amerykańskiej telewizji”.
W 2014 r. Cuthbert grała w serialu „One Big Happy”, który został odwołany po jednym sezonie.

## Życie osobiste

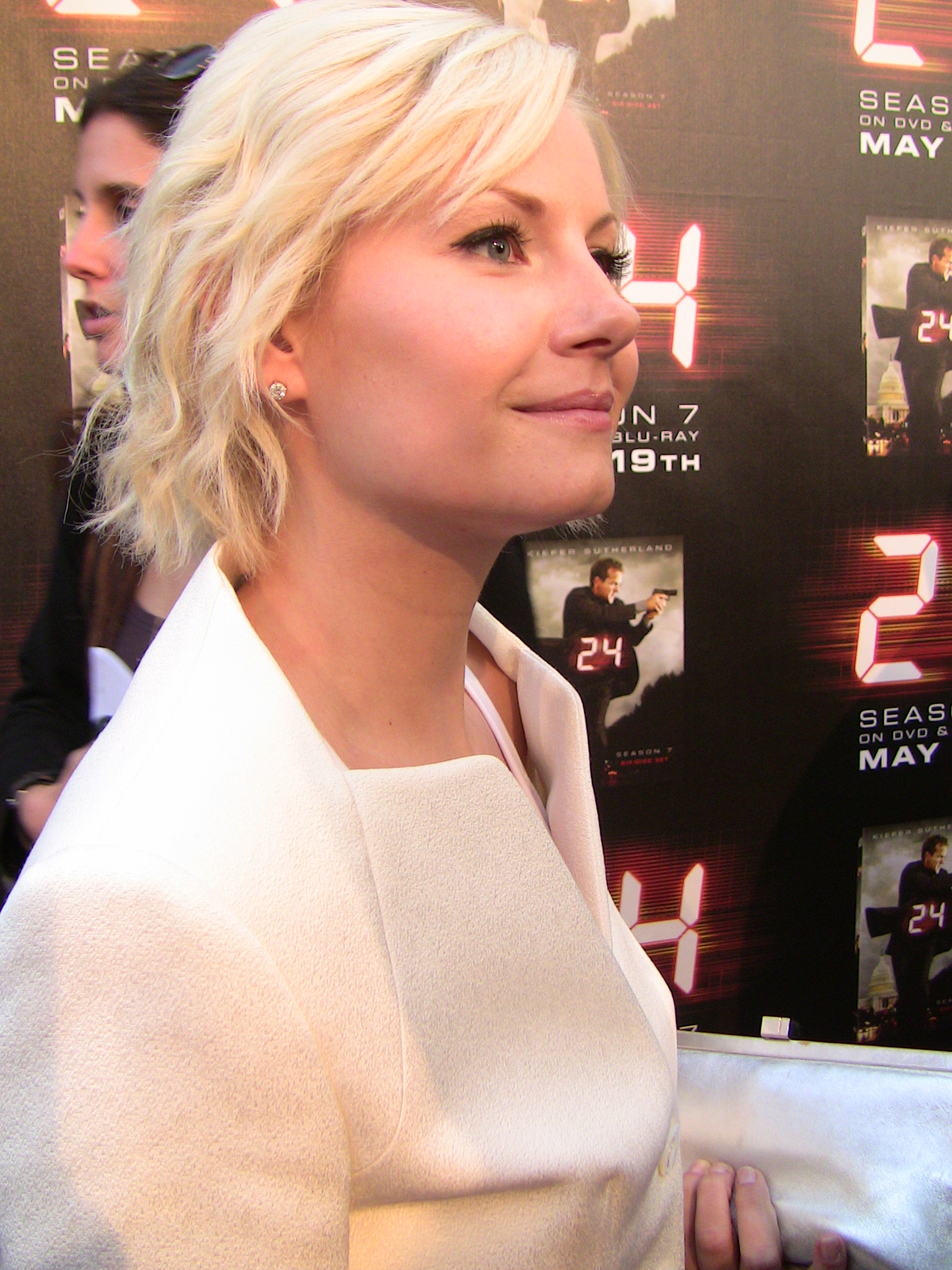
Elisha Cuthbert (2009)

Cuthbert lubi malować, jest także fanką hokeja, podobnie jak jej matka i brat Jonathan. Prowadzi także własny blog na stronie NHL.
Cuthbert regularnie znajduje się na listach najseksowniejszych bądź najgorętszych kobiet, z roku na rok zajmując coraz wyższe pozycje. Znalazła się m.in. w rankingach magazynów „Maxim” i „FHM”. W 2006 roku oznajmiła, że nie jest zainteresowana jakąkolwiek rozbieraną rolą lub sesją zdjęciową, a w takich scenach zastępuje ją dublerka.
Od 2013 jej mężem jest Dion Phaneuf.

## Filmografia
- 1996, 1999–2000: Czy boisz się ciemności? (Are You Afraid of the Dark?)
- 1997: Taniec na księżycu (Dancing on the Moon)
- 1998: Nico jednorożec (Nico the Unicorn)
- 1998: Powietrzny dramat (Airspeed)
- 1999: Dzieciaki i dom (Who Gets the House?)
- 1999: Wędrówki w czasie (Time at the Top)
- 2000: Po prostu uwierz (Believe)
- 2000: List do prezydenta (Mail to the Chief)
- 2001: Szczęściara (Lucky Girl)
- 2001: Largo (Largo Winch) – występ gościnny
- 2001–2010: 24 godziny (24)
- 2003: To właśnie miłość (Love Actually)
- 2003: Old School: Niezaliczona (Old School)
- 2004: Dziewczyna z sąsiedztwa (The Girl Next Door)
- 2005: W ciszy (The Quiet)
- 2005: Dom woskowych ciał (House of Wax)
- 2007: Sadysta (Captivity)
- 2007: Kłopoty z blondynką (My Sassy Girl)
- 2007: Spokojny człowiek (He Was a Quiet Man)
- 2009: Sześć żon i jeden pogrzeb (The Six Wives of Henry Lefay)
- 2010: Bezimienni (The Forgotten)
- 2011–2013: Happy Endings (serial)
- 2014: Just Before I Go
- 2015: One Big Happy (serial)
- 2016: Goon: Last of the Enforcers
- 2016: The Ranch (serial)